# Parques Nacionales Naturales
Parques Nacionales Naturales de Colombia o PNN de Colombia es la unidad administrativa especial (UAE) encargada de la administración del Sistema de Parques Nacionales Naturales y coordinación del Sistema Nacional de Áreas Protegidas. PNN de Colombia se creó mediante el Decreto n.º 3572 de 2011. La entidad tiene jurisdicción en todo el territorio nacional, sin personería jurídica, con autonomía administrativa y financiera, sujeta a los términos del Artículo 67 de la Ley 489 de 1998.

## Funciones
La entidad está encargada de la administración y manejo del Sistema de Parques Nacionales Naturales y la coordinación del Sistema Nacional de Áreas Protegidas. Este organismo del nivel central está adscrito al sector Ambiente y Desarrollo Sostenible. Sus funciones son:
1. Administrar y manejar el Sistema de Parques Nacionales Naturales, así como reglamentar el uso y el funcionamiento de las áreas que lo conforman, según lo dispuesto en el Decreto -Ley 2811 de 1974, Ley 99 de 1993 y sus decretos reglamentarios.
2. Proponer e implementar las políticas y normas relacionadas con el Sistema de Parques Nacionales Naturales.
3. Formular los instrumentos de planificación, programas y proyectos relacionados con el Sistema de Parques Nacionales Naturales.
4. Adelantar los estudios para la reserva, alinderación, delimitación, declaración y ampliación de las áreas del Sistema de Parques Nacionales Naturales.
5. Proponer al Ministerio de Ambiente y Desarrollo Sostenible las políticas, planes, programas, proyectos y normas en materia del Sistema Nacional de Áreas Protegidas -SINAP.
6. Coordinar la conformación, funcionamiento y consolidación del Sistema Nacional de Áreas Protegidas, de acuerdo con las políticas, planes, programas, proyectos y la normativa que rige dicho Sistema.
7. Otorgar permisos, concesiones y demás autorizaciones ambientales para el uso y aprovechamiento de los recursos naturales renovables en las áreas del Sistema de Parques Nacionales Naturales y emitir concepto en el marco del proceso de licenciamiento ambiental de proyectos, obras o actividades que afecten o puedan afectar las áreas del Sistema de Parques Nacionales Naturales, conforme a las actividades permitidas por la Constitución y la ley.
8. Adquirir por negociación directa o expropiación los bienes de propiedad privada, los patrimoniales de las entidades de derecho público y demás derechos constituidos en predios ubicados al interior del Sistema de Parques Nacionales Naturales e imponer las servidumbres a que haya lugar sobre tales predios.
9. Liquidar, cobrar y recaudar conforme a la ley, los derechos, tasas, multas, contribuciones y tarifas por el uso y aprovechamiento de los recursos naturales renovables de las áreas del Sistema de Parques Nacionales Naturales y de los demás bienes y servicios ambientales suministrados por dichas áreas.
10. Recaudar, conforme a la ley, los recursos por concepto de los servicios de evaluación y seguimiento de los permisos, las concesiones, las autorizaciones y los demás instrumentos de control y manejo ambiental establecidos por la ley y los reglamentos.
11. Proponer conjuntamente con las dependencias del Ministerio de Ambiente y Desarrollo Sostenible, las políticas, regulaciones y estrategias en materia de zonas amortiguadoras de las áreas del Sistema de Parques Nacionales Naturales.
12. Administrar el registro único nacional de áreas protegidas del SINAP.
13. Ejercer las funciones policivas y sancionatorias en los términos fijados por la ley.
14. Proponer e implementar estrategias de sostenibilidad financiera para la generación de recursos, que apoyen la gestión del organismo.
15. Las demás que le estén asignadas en las normas vigentes y las que por su naturaleza le correspondan o le sean asignadas o delegadas por normas posteriores.

## Áreas protegidas

Áreas protegidas de Colombia hasta 2013.

El Sistema de Parques Nacionales Naturales de Colombia (SPNN) cuenta hasta 2023 con un total de 65 áreas protegidas distribuidas así:

### Región Amazonía
- Parque nacional natural Alto Fragua - Indi Wasi
- Parque nacional natural Amacayacu
- Parque nacional natural Cahuinarí
- Parque nacional natural La Paya
- Parque nacional natural Río Puré
- Parque nacional natural Serranía de los Churumbelos - Auka Wasi
- Parque nacional natural Sierra de Chiribiquete
- Parque nacional natural Yaigojé Apaporis
- Reserva natural Nukak
- Reserva natural Puinawai
- Santuario de flora Plantas Medicinales Orito - Ingi Ande

### Región Andes Nororientales
- Área natural única Los Estoraques
- Parque nacional natural Catatumbo Barí
- Parque nacional natural El Cocuy
- Parque nacional natural Pisba
- Parque nacional natural Serranía de los Yariguíes
- Parque nacional natural Tamá
- Santuario de fauna y flora Guanentá Alto Río Fonce
- Santuario de fauna y flora Iguaque

### Región Andes Occidentales
- Parque nacional natural Complejo Volcánico Doña Juana - Cascabel
- Parque nacional natural Cueva de los Guácharos
- Parque nacional natural Las Hermosas - "Gloria Valencia de Castaño"
- Parque nacional natural Las Orquídeas
- Parque nacional natural Los Nevados
- Parque nacional Natural Nevado del Huila
- Parque nacional natural Puracé
- Parque nacional natural Selva de Florencia
- Parque nacional natural Tatamá
- Santuario de fauna y flora Otún Quimbaya
- Santuario de fauna y flora Galeras
- Santuario de flora Isla de la Corota

### Región Caribe
- Parque nacional natural Bahía Portete - Kaurrele
- Parque nacional natural Corales de Profundidad
- Parque nacional natural Corales del Rosario y de San Bernardo
- Parque nacional natural Macuira
- Parque nacional natural Old Providence McBean Lagoon
- Parque nacional natural Paramillo
- Parque nacional natural Sierra Nevada de Santa Marta
- Parque nacional natural Tayrona
- Reserva natural Cordillera Beata
- Santuario de fauna y flora Acandí, Playón y Playona
- Santuario de fauna y flora Ciénaga Grande de Santa Marta
- Santuario de fauna y flora El Corchal "El Mono Hernández"

- Santuario de fauna y flora Los Colorados
- Santuario de fauna y flora Los Flamencos
- Vía parque Isla de Salamanca

### Región Orinoquía
- Distrito nacional de manejo integrado Cinaruco
- Parque nacional natural Chingaza[n. 1]
- Parque nacional natural Cordillera de los Picachos[n. 1]
- Parque nacional natural Serranía de Manacacías
- Parque nacional natural Sierra de la Macarena
- Parque nacional natural Sumapaz[n. 1]
- Parque nacional natural Tinigua

### Región Pacífico
- Distrito nacional de manejo integrado Cabo Manglares, Bajo Mira y Frontera
- Distrito nacional de manejo integrado Colinas y Lomas Submarinas de la Cuenca Pacífico Norte
- Distrito nacional de manejo integrado Juruparí-Malpelo
- Parque nacional natural Farallones de Cali[n. 1]
- Parque nacional natural Gorgona
- Parque nacional natural Los Katíos
- Parque nacional natural Munchique[n. 1]
- Parque nacional natural Sanquianga
- Parque nacional natural Uramba Bahía Málaga
- Parque nacional natural Utría
- Santuario de fauna y flora Malpelo

## Propuestas de nuevas áreas protegidas
Desde 2018, el Gobierno colombiano se ha comprometido a declarar dos millones quinientas mil hectáreas de áreas protegidas en todo el territorio nacional.
Bajo la resolución 0630 de 2023, las zonas de protección y desarrollo de los recursos naturales renovables y del medio ambiente, declaradas mediante la resolución n.º 1628 de 2015, y prorrogadas mediante las resoluciones n.º 1433 de 2017, 1310 de 2018, 960 de 2019 y 708 de 2021, se especifican las siguientes:
- Bosques Secos del Patía
- Sabanas y Humedales de Arauca
- Selvas transicionales de Cumaribo
- Serranía de Perijá
- Serranía de San Lucas